# 英法德俄汉词库
《英法德俄汉词库》是李诗英主编、兵器工业出版社出版的工具书，于1994年4月推出第1版，截至目前仍无再版。

## 内容简介
《英法德俄汉词库》是综合性多语种的巨型工具书，以科学技术迅速发展、文化交流及外事活动日益频繁的时代需求为背景，广泛参考了国内外各种辞书和资料汇编而成，旨在满足科学文化工作者、外事人员及急切需要事半功倍地学习多国外语的读者。该词库内容包括自然科学、技术科学和社会科学的词汇共15余万组，每组由英语、法语、德语、俄语和汉语组成。全书共2600余页、600余万字，有较高科学性和实用性。本书最大特色在于，读者可以从书中每一组的第一种语言查到其余的四种语言，也可以同时当作英法、英德、英俄、英汉、法德、法俄、法汉、法英、德俄、德汉、德英、德法、俄汉、俄英、俄法、俄德、汉英、汉法、汉德、汉俄共20种双语词典。因此，这一图书在各科研单位、高等院校、图书馆、情报所、资料室都是十分重要的必备工具书。
全书共2684页，根据各组合中词汇对应语言出现的先后顺序依次分为以下6个部分：
第1-534页：英法德俄汉（EFGRC）
第535-1071页：法德俄汉英（FGRCE）
第1073-1608页：德俄汉英法（GRCEF）
第1609-2147页：俄汉英法德（RCEFG）
第2149-2677页：汉英法德俄（CEFGR）
第2678-2684页：补编
其中，第1072页、第2148页因追求格式工整而刻意留白。每一部分的词汇组合均按照该组合中首个单词的首字母依照该词语言字母表顺序进行排列（中文词语按照拼音取首字母；中、俄文词语在排序时，拉丁字母开头的单词优先于非拉丁字母开头）；“补编”一部分中，各组合均遵从汉、英、法、德、俄的顺序。

## 出版协助
该书编写过程中，编写人员得到了中国科学院、中国人民大学、北京大学、清华大学、中国科学技术大学研究生院和北京外语学院的许多科学家、教授的大力支持与关注。除此之外，该书也收到钱三强导师生前的关心与指导。
1993年，时任全国人大常委会副委员长、中国科学院主席团主席卢嘉锡为该书扉页题字“对照学习主要外语，有利攀登科学高峰”。